# Тигрова акула
Тигровата акула (Galeocerdo cuvier) е вид акулообразна риба единствен съвременен представител на своя род Galeocerdo. Представлява сравнително голям по размерите си хищник, достигащ на дължина средно около 5 m. Обитава тропически и умерени води, често срещан вид около редица тихоокеански острови. Името на този вид акула е дадено поради наличието на ивици по тялото, наподобяващи окраската на тигър. 
Тигровата акула се среща по единично и е преди всичко нощен ловец. Храни се с разнообразна плячка – от ракообразни, риби, сепии, тюлени, птици, морски костенурки, морски змии до делфини и други по-малки акули. Тигровата акула се означава като почти застрашен вид, тъй като е обект на риболов.
Тигровата акула се счита за една от най-опасните за човек, но атаките причинени от този вид акули са изненадващо редки. Въпреки това, тигровата акула е на второ място по брой атаки над хора, изпреварена единствено от голямата бяла акула. Този вид акули са чести обитатели на коралови рифове, пристанища и водни канали, поради което срещите им с хора са относително чести.

## Физически характеристики
Тигровата акула е една от най-големите представители на надразред акулообразни, нормално достигаща на дължина между 3 и 4,2 m и тежаща между 385 и 635 kg. Улавяни са обаче и мъжки акули с дължини до 4,5 m, както и женски дълги до 5,5 m. Тигровата акула понякога може да съперничи по размер на голямата бяла акула.

## Разпространение и местообитание
Тигровата акула е широко разпространен вид и често се забелязва по крайбрежните части на тропическите, субтропическите и по-рядко на умерените океански води. Разпространена е от Мексиканския залив, по северноамериканските плажни ивици и части от Южна Америка. Среща се и в Карибско море. Други места от арела ѝ са плажните ивици на Африка, Китай, Хонг Конг, Индия, Австралия и Нова Зеландия. В западните части на Тихия океан този тип акули са наблюдавани дори от север около Япония до юг около бреговете на Нова Зеландия.
Тигровите акули изминават огромни разстояния със своя номадски начин на живот, водени от топли течения. Предпочитат топли води, като това е причината да прекарват студените месеци близо до екватора. Обитават предимно дълбоки води, но в преследването на плячката си могат да навлязат и в рифове и канали. Съществуват наблюдения върху тигрови акули на дълбочина до 900 m, но са забелязвани и в по-плитки води, дори води считани за много плитки за животно с такива размери. Така например край Хаваи са документирани случаи при които тигрови акули навлизат във води с дълбочина едва 10 m.

## Хранене
Тигровата акула е хищник на върха на хранителната верига и се счита, че се храни с разнообразна храна. Тъй като е изключително силна, акулата е способна да се справи и с голяма плячка. Обикновено използва за храна риби, ракообразни, мекотели, медузи, птици, морски змии, морски костенурки (предимно зелена морска костенурка и карета), дори и морски бозайници като делфини. Широките, силно вкостени челюсти и крайно разположената уста, в комбинация с масивните, насечени зъби позволяват на този вид акули да се справят с относително големи животни. Като добавка към отличното зрение имат и силно обоняние, позволящо им да надушват слаби следи от кръв и да проследяват източника. Тигровите акули могат да се хранят и с други видове акули.
В много редки случаи могат да нападат ранени или болни китове, като през 2006 година е документирана атака върху болен гърбат кит край Хаваи. Понякога ядат и мърша от китове и от големи бели акули.
Способността да долавят нискочестотни вибрации позволява на тигровите акули да се доближават до плячката и в мътни води. При откриване на жертвата, акулите кръжат около нея и я опипват с муцуна. Когато атакуват, направо поглъщат цялата плячка ако това е възможно. Поради агресивния си начин на хранене, често поглъщат иначе непотребни предмети, като куриозни примери за чужди тела намирани в стомаси на тигрови акули са регистрационен номер на автомобил, консерви, гуми, бейзболни топки и други отпадъци.

## Размножаване
Женските тигрови акули се чифтосват веднъж на 3 години, като размножаването е посредством вътрешно оплождане. Мъжките притежават специализиран копулационен орган, който поставят в женския клоакален отвор и отлагат оплодителна течност. Често мъжките използват зъбите си за задържане на женската, което причинява значителен дискомфорт. Чифтосването в северното полукълбо става между март и май, а раждането на малките между април и юни на следващата година. В южното полукълбо чифтосването е през ноември-декември и дори през ранния януари. Тигровата акула е единственият представител на своето семейство при който има яйцеживораждане, като яйцата се излюпват в тялото на женската и продължават да се развиват до излизането на бял свят. Малките се развиват в тялото на женската за около 16 месеца. Обикновено една женска дава живот на 10 до 80 малки. Новородените са с размери между 51 и 76 cm.
Тигровите акули стават полово зрели, когато достигнат дължини от порядъка на 2 до 3 m (между 2,3 до 2,9 m при мъжките и между 2,5 и 3,5 m при женските).
Не е уточнена със сигурност продължителността на живот при тигровите акули, но се счита, че надминава 12 години.